# Ледянка (Свердловская область)
Ледянка — посёлок в муниципальном округе Ревда Свердловской области России. Посёлок имеет второе название Лебедянка.

## Географическое положение
Ледянка расположена в 13 километрах (по дороге — в 14 километрах) к югу от города Ревды. Через посёлок проходит автотрасса Ревда — Краснояр. В окрестностях посёлка расположен Новомаринский пруд.

## Население
| 2002 | 2010 | 2021 |
| ---- | ---- | ---- |
| 176  | ↗212 | ↘173 |